# Boltenstern
Boltenstern är en svensk adelsätt.
Släkten, som enligt Gabriel Anrep tidigare hette Bolten, härstammar från Pommern, som genom Westphaliska freden år 1648 tillföll Sverige, och där Joachim Bolte var protonotarie och hovrättsråd. Denne adlades 1675 av Karl XI med namnet Boltenstern.
Ättens äldst kände stamfader är Michael Bolte eller Bolten som levde under andra halvan av 1500-talet, och var borgmästare i Loitz samt därefter råd hos hertigen Filip I av Pommern-Wolgast. Anrep uppger att dennes hustru var Margareta von Ebern. Dessas ena son, Michael Bolten, blev med sin hustru Anna von Burgman förälder till den Joachim Bolten som adlades Boltenstern. Joachim Boltenstern var gift med Anna Joël, som var dotter till medicine professor Franciscus Joël och syster till Frantz Örnestedt, och fick bland annat sonen Franz Michael Boltenstern, gift med Juliana av ätten Ehrenfels, som i sin tur fick sonen Joachim Ernst Boltenstern som var länsherre till Altenhagen. Av den sistnämndes barn var äldste sonen, tvillingen August Wilhelm Boltenstern länsherre såsom fadern, och gift med en lantrådsdotter av ätten von Usedom till Udars. Sistnämnda makars andre son, Gustaf Adolf Boltenstern, inflyttade till Sverige, gjorde militär karriär slutligen med rangen major vid Norra skånska kavalleriregementet, deltog i stiftandet av Kungliga Krigsvetenskapsakademien, och deltog i både Finska kriget och Pommerska kriget. Han utnämndes 1805 till riddare av Svärdsorden, och blev den som introducerade ätten på Sveriges riddarhus, på nummer 2295 år 1824 enligt 1809 års regeringsform men utan det i § 37 stadgade villkoret.
Gustaf Adolf Boltenstern var gift med Christina Amalia Horn af Rantzien, vars mor var friherrinnan Bennet. Deras döttrar gifte sig von Platen, Löwenhielm och Ehrenborg. Den svenska ätten fortlevde på svärdssidan med ryttmästaren och riddaren av Svärdsorden Thurow Gustaf Boltenstern i dennes äktenskap med en kusin från Pommern, Charlotta Fredrica von Boltenstern. En son till dessa, Gustaf Adolf Boltenstern s:r, var dressyrryttare och tog silver i Olympiska sommarspelen 1912, samt blev med sin hustru Amalie von Dardel far till bland andra dressyrryttaren major Gustaf Adolf Boltenstern j:r, guldmedaljör vid OS och gift med Britt Floderus född i släktyen Floderus. Huvudmannagrenen utgår från en äldre son till Thurow Gustaf Boltenstern, majoren Carl Gustaf Mauritz Wilhelm Boltenstern och hans hustru friherrinnan Ulrika Charlotta Beck-Friis.
Den i Pommern fortsatt bosatta grenen introducerades 1806 i svenneklassen i det svenska riddarhuset för Pommern och Rügen. Förutom i Sverige och Tyskland, är medlemmar av ätten bosatta i USA och i Österrike.
Flygkapten Jockum Torsten Boltenstern, född den 27 juli 1913, innehavare av trafikflygarecertifikat B 75, utfärdat den 2 oktober 1937, uppmärksammades i media i samband med sänkningen av S/S Hansa, då han fann två överlevande.